# اوماگ
اوماگ (به کرواتی: Umag) شهری واقع در شبه‌جزیرهٔ ایستریا در کشور کرواسی است که جمعیت آن در سال ۲۰۱۱ میلادی ۱۱٬۷۵۹ نفر بوده‌است.